# Glasgow West (circonscription du Parlement britannique)
Circonscription parlementaire de la Chambre des communes
Glasgow West est une circonscription électorale de la Chambre des communes du Royaume-Uni.
Créée lors du redécoupage de 2023, elle est située dans la Central Belt de l'Écosse.

## Histoire
La circonscription d'Aberdeenshire North and Moray East est créée lors du redécoupage électoral de 2023 à partir des anciennes circonscriptions de Glasgow North West (pour une petite partie) et Glasgow North (pour une grande majorité de l'ancienne circonscription).
Pour sa première utilisation lors des élections générales de 2024, c'est la canditate du Labour Patricia Ferguson qui est élue avec 46,7% des voix devant la candidate du SNP Carol Monaghan avec 30,5% des suffrages exprimés.

## Définition légale
La circonscription est légalement définie comme comprenant les wards Drumchapel/Anniesland, Garscadden/Scotstounhill et Partick East/Kelvindale.

## Députés
| Élection | Député            | Parti | Parti  |
| -------- | ----------------- | ----- | ------ |
| 2024     | Patricia Ferguson |       | Labour |

## Résultats électoraux

### Années 2020
| Parti         | Parti                                   | Candidat          | Vote   | Vote | Vote |
| Parti         | Parti                                   | Candidat          | Voix   | %    | ±    |
| ------------- | --------------------------------------- | ----------------- | ------ | ---- | ---- |
|               | Parti travailliste                      | Patricia Ferguson | 18 621 | 46,7 | 18,7 |
|               | SNP                                     | Carol Monaghan    | 12 175 | 30,5 | 18,1 |
|               | Green                                   | Nick Quail        | 3 662  | 9,2  | 8,8  |
|               | Reform UK                               | Dionne Moore      | 2 098  | 5,3  | 5,1  |
|               | Parti conservateur                      | Faten Hameed      | 1 720  | 4,3  | 11   |
|               | Libéraux-démocrates                     | James Calder      | 1 316  | 3,3  | 4,2  |
|               | Parti chrétien britannique (en)         | John Cormack      | 310    | 0,8  | 0,8  |
| Majorité      | Majorité                                | Majorité          | 6 446  | 16,2 | —    |
| Participation | Participation                           | Participation     | 69 028 | 58   | 7,4  |
|               | Le Parti travailliste emporte le siège. |                   |        |      |      |